# دیر بعلبه
دیر بعلبه (به عربی: دیر بعلبة) یک منطقهٔ مسکونی در سوریه است که در منطقه حمص واقع شده‌است. دیر بعلبه ۴۴٬۹۷۵ نفر جمعیت دارد.